# Детска площадка
Детската площадка е място, където децата могат да се забавляват: да се катерят на катерушки, да се ровят в пясъчник, да се люлеят, да тичат, така че да са под наблюдението на родителите им или бавачки. Предполага се, че площадките са по-безопасни от всички други места, дори и от домашната среда.
Изграждат се в населените места, по правило сред зелени площи.

## Безопастност на детските площадки
Една от основните мерки за безопасност на детските площадки е използването на ударопоглъщащи настилки. Тези настилки са специално разработени, за да намалят риска от наранявания при падане, като осигуряват меко и абсорбиращо покритие. Те се изработват от различни материали, като каучук, полиуретан и други композитни материали, които предлагат висока устойчивост при различни атмосферни условия. Ударопоглъщащите настилки са особено важни за зони с интензивно използване, като около люлки, пързалки и катерушки, където децата са изложени на по-висок риск от падане. Правилното планиране и използване на тези настилки е ключов фактор за създаване на безопасна и приятна среда за игра.